# Härsta, Sundsvall kommun
Härsta är en by i Sköns socken i Sundsvalls kommun. Härsta ligger på gammal jordbruksbygd, och har även en del fornlämningar i form av gravkullar. I området finns också ett elljusspår som sköts av Birsta SK. Byn räknas sedan 2015 som en del av tätorten Sundsvall.